# Base Bharati
La Base Bharati è una stazione di ricerca antartica permanente indiana situata sui colli Larsemann, nei pressi della Baia di Prydz (Terra della Principessa Elisabetta, Antartide Orientale).
Il nome della stazione è un omaggio alla dea Bharati (conosciuta anche come Saraswatī), la prima delle tre grandi dee dell'induismo, patrona di ogni arte e scienza.
La stazione di ricerca opera nell'ambito del Programma nazionale antartico indiano (National Centre for Polar & Ocean Research - NCPOR); assieme alla Base Maitri è una delle due stazioni di ricerca indiane attive.

## Struttura
La base Bharati è un edificio a tre piani con una superficie complessiva di 2900 m2.
È una struttura modulare realizzata assemblando dei container ISO, modificati in modo da potersi interconnettere tridimensionalmente. Tale tecnica, adottata per la prima volta in Antartide dell'India, ha consentito di ridurre notevolmente i costi ed i tempi di realizzazione, nonché l'impatto ecologico dell'installazione.
Oltre all'edificio principale la base comprende una stazione di rifornimento per il carburante, una stazione di pompaggio dell'acqua di mare, un campo estivo e una serie di moduli containerizzati più piccoli. Nel periodo invernale può ospitare 47 persone; nel periodo estivo sono disponibili altri 25 posti letto nel campo estivo, portando così a 72 persone la capacità complessiva.
La base è collegata all'India attraverso canali satellitari dedicati.

## Attività
Le attività di ricerca della base Bharati si concentrano nel campo della oceanografia e dello studio della deriva dei continenti.
La base inoltre ospita l'Antarctica Ground Station for Earth Observation Satellites (AGEOS), una stazione dell'Indian Space Research Organisation (ISRO) per la ricezione dei segnali dei satelliti per telerivelamento della rete IRS (Indian Remote sensing Satellite) che vengono poi trasmessi al National Remote Sensing Center di Hyderabad.

## Flora
Nel corso della 36ª Spedizione scientifica Indiana nel 2016–2017, sui colli Larsemann sono stati raccolti dei campioni di muschi che hanno portato alla scoperta di una nuova specie, denominata Bryum bharatiense